# Puromycine
La puromycine est un antibiotique nucléosidique produit naturellement par Streptomyces alboniger, une bactérie à Gram positif de l'ordre des Actinomycetales. Toxique aussi bien pour les procaryotes et les eucaryotes, et donc toxique pour l'homme, elle est principalement utilisée en microbiologie comme agent sélectif de culture cellulaire. Elle a pour effet d'inhiber la biosynthèse des protéines en mimant l'extrémité 3' d'un aminoacyl-ARNt, ce qui provoque l'arrêt anticipé de la traduction de l'ARN messager par le ribosome. La résistance à la puromycine est conférée par le gène Pac qui code une enzyme de type puromycine N-acétyltransférase identifiée chez certaines souches de Streptomyces.
La puromycine est soluble dans l'eau à raison de 50 mg·mL-1, formant une solution incolore à 10 mg/mL. Elle demeure stable pendant un an lorsqu'elle est conservée en solution à −20 °C (en fait beaucoup plus, au moins 5 ans). La dose recommandée pour la sélection de cultures cellulaires est de l'ordre de 1 à 10 µg/mL bien qu'elle puisse être toxique pour les cellules eucaryotes à des concentrations aussi faibles que 1 µg/mL. Elle agit rapidement et tue jusqu'à 99 % des cellules non résistantes en moins de deux jours.
La puromycine est également un inhibiteur enzymatique réversible de la dipeptidyl-peptidase II (en) (une protéase à sérine) et de la cytosol alanyl aminopeptidase (en) (une métalloprotéinase).